# Мумія: Приречені
«Мумія: Приречені» — кінофільм режисера Кардоне Дж.С., що вийшов на екрани в 2004 році.

## Зміст
Страшною помилкою для Сари стало шукати своїх родичів і влазити в сімейні таємниці. Все обернулося зловісною грою, яку невідома сила відкрила проти неї. А Сара всього лише намагалася знайти рідних, із якими можна зблизитися після пережитих дівчиною особистих потрясінь.

## Ролі
| Актор           | Роль |
| --------------- | ---- |
| Бетті Баклі     | -    |
| Лорі Херинг     | -    |
| Клер Крамер     | -    |
| Бізі Філіппс    | -    |
| Бред Ренфро     | -    |
| Джонатон Шек    | -    |
| Джоді Лін О'Кіф | -    |
| Уейд Уїльямс    | -    |
| Аманда Едей     | -    |
| Ф.Дж. Флінн     | -    |

## Знімальна група
- Режисер — Дж.С. Кардоне
- Сценарист — Дж.С. Кардоне
- Продюсер — Скотт Ейнбіндер, Керол Коттенбрук, Деррік Доба
- Композитор — Джонні Лі Шелл